# Parents Music Resource Center
Das Parents Music Resource Center (kurz PMRC) ist ein 1985 in den USA gegründetes Gremium, das sich die Information von Eltern über eine eigens diagnostizierte Verrohung von Texten in der aktuellen Musik zum Ziel gesetzt hat. Dabei wird auf einen Trend zu sexuellen und gewaltbezogenen Inhalten sowie die Verherrlichung von Alkohol- und anderem Drogenkonsum hingewiesen. Beanstandete Lieder wurden jeweils mit X (profane or sexually explicit ‚profan oder sexuell anstößig‘), O (occult ‚okkult‘), D/A (drugs or alcohol ‚Drogen oder Alkohol‘) oder V (violent ‚gewalttätig‘) gekennzeichnet.
Gründer waren die „Washington wives“: Tipper Gore (Frau von Al Gore), Susan Baker (Frau von Finanzminister James Baker), Pam Howar (Frau des Washingtoner Immobilienmaklers Raymond Howar) und Sally Nevius (Frau des Vorsitzenden der Washingtoner Stadtverwaltung John Nevius).
Die Bemühungen des PMRC wurden von der Sängerin Sheila Walsh und Pat Robertson unterstützt.
Das PMRC regte eine freiwillige Selbstkontrolle der Recording Industry Association of America (RIAA) zusammen mit der Musikindustrie an. Es sollten Leitlinien und Bewertungssysteme ähnlich wie in der Filmindustrie etabliert werden. Ein weiterer Vorschlag betraf Warnhinweise auf dem jeweiligen Schallplattencover. Dieser Vorschlag wurde schließlich in Form des Parental-Advisory-Aufklebers für Tonträger mit als anstößig empfundenen Texten realisiert.

## Filthy Fifteen
So entstand auch die Liste der Filthy Fifteen (‚schmutzige fünfzehn‘) mit den 15 anstößigsten Liedern:
|    | Künstler        | Liedtitel                     | Inhalt           |
| 1  | Prince          | Darling Nikki                 | Sex/Masturbation |
| 2  | Sheena Easton   | Sugar Walls                   | Sex              |
| 3  | Judas Priest    | Eat Me Alive                  | Sex              |
| 4  | Vanity          | Strap on Robbie Baby          | Sex              |
| 5  | Mötley Crüe     | Bastard                       | Gewalt           |
| 6  | AC/DC           | Let Me Put My Love into You   | Sex              |
| 7  | Twisted Sister  | We’re Not Gonna Take It       | Gewalt           |
| 8  | Madonna         | Dress You Up                  | Sex              |
| 9  | W.A.S.P.        | Animal (Fuck Like a Beast)    | Sex/Sprache      |
| 10 | Def Leppard     | High ‘n’ Dry (Saturday Night) | Drogenkonsum     |
| 11 | Mercyful Fate   | Into the Coven                | Okkultismus      |
| 12 | Black Sabbath   | Trashed                       | Drogenkonsum     |
| 13 | Mary Jane Girls | In My House                   | Sex              |
| 14 | Venom           | Possessed                     | Okkultismus      |
| 15 | Cyndi Lauper    | She Bop                       | Sex/Masturbation |

Eine scharfe Kritik an den Zensurmaßnahmen des PMRC formulierte Dave Mustaine in dem Song Hook In Mouth, der 1988 auf dem Megadeth-Album So Far, So Good… So What! veröffentlicht wurde. Ebenso äußerte die britische Heavy-Metal Band Judas Priest in dem Song Parental Guidance auf dem Album Turbo Kritik, nachdem man mit dem Song Eat Me Alive auf dem Vorgängeralbum in die Filthy Fifteen aufgenommen wurde. Die amerikanische Performance-Künstlerin Karen Finley reagierte 1987 auf die Zensurmaßnahmen mit dem Titel Dear P.M.R.C. auf ihrem Album The Truth Is Hard To Swallow. Auch Frank Zappa setzte sich in den 1980er Jahren vor dem Ausschuss gegen eine mögliche Indizierung seiner Texte zur Wehr.